# Prudi
Prudi är ett samhälle i Bosnien och Hercegovina.   Det ligger i entiteten Federationen Bosnien och Hercegovina, i den centrala delen av landet, 100 km nordväst om huvudstaden Sarajevo. Prudi ligger 358 meter över havet och antalet invånare är 434.
Terrängen runt Prudi är huvudsakligen kuperad, men österut är den bergig. Prudi ligger nere i en dal. Närmaste större samhälle är Jajce, 2,4 km sydväst om Prudi. 
Omgivningarna runt Prudi är en mosaik av jordbruksmark och naturlig växtlighet. Runt Prudi är det ganska tätbefolkat, med 93 invånare per kvadratkilometer.